# Belgranodeutsch
Belgranodeutsch är en blandning mellan Tyska och Spanska som pratas i Buenos Aires och speciellt i området Belgrano.
Det talades av tyska samhällen i Buenos Aires och då framförallt i Belgrano. Det fanns två stycken tyska skolor i området, Goethe Schule och Pestalozzi Schule. Runt andra världskriget var det religiösa och politiska motsättningar mellan dem.
Belgranodeutsch har överlevt till idag och kan jämföras med Spanglish i USA.

## Exempel
- Leihst du mir mal deine goma?  (Kan jag låna ditt sudd?)
- Traducierst du das mal?  (Kan du översätta detta?)
- Das ist ein asco.  (Det är avskyvärt)
- Lechen (att dricka mjölk) - från tyskan melken och spanskan leche (mjölk)[2]